# Клаус-Петер Гепферт
Клаус-Петер Гепферт (нім. Klaus-Peter Göpfert; нар. 22 жовтня 1948, Кобург, Верхня Франконія, Баварія) — східнонімецький борець греко-римського стилю, дворазовий срібний та бронзовий призер чемпіонатів світу, чемпіон, дворазовий срібний та бронзовий призер чемпіонатів Європи, учасник двох Олімпійських ігор.

## Життєпис
Клаус-Петер Гепферт успішно дебютував на міжнародній арені в 1970 році, коли виграв чемпіонат Європи в легкій вазі. Пізніше він виграв дві срібні медалі в 1975 і 1977 роках і бронзу в 1973 році. Він також виграв три медалі чемпіонату світу — срібло в 1971 і 1974 роках і бронзу в 1973 році. На національному рівні Гепферт виграв шість національних титулів у 1970-74 роках та в 1977 році.
На Олімпійських іграх він виступав не дуже вдало — на Іграх у Мюнхені 1972 року він вибув у третьому раунді після двох поразок та фінішував п'ятим у напівсередній вазі в Монреалі в 1976 році.
Після завершення активної кар'єри Гепферт почав працювати тренером, спочатку в Целла-Мелісі, а після об'єднання Німеччини став регіональним головним тренером у Баварії. Його дочка Пеггі стала саночницею.

## Спортивні результати на міжнародних змаганнях

### Виступи на Олімпіадах
| Змагання                    | Збірна | Вагова категорія                 | Місце                       |
| --------------------------- | ------ | -------------------------------- | --------------------------- |
| Літні Олімпійські ігри 1972 | НДР    | греко-римська боротьба, до 68 кг | вибув після третього раунду |
| Літні Олімпійські ігри 1976 | НДР    | греко-римська боротьба, до 74 кг | 5                           |

### Виступи на Чемпіонатах світу
| Змагання                        | Збірна | Вагова категорія                 | Місце  |
| ------------------------------- | ------ | -------------------------------- | ------ |
| Чемпіонат світу з боротьби 1970 | НДР    | греко-римська боротьба, до 68 кг | 5      |
| Чемпіонат світу з боротьби 1971 | НДР    | греко-римська боротьба, до 68 кг | Срібло |
| Чемпіонат світу з боротьби 1973 | НДР    | греко-римська боротьба, до 74 кг | Бронза |
| Чемпіонат світу з боротьби 1974 | НДР    | греко-римська боротьба, до 74 кг | Срібло |

### Виступи на Чемпіонатах Європи
| Змагання                         | Збірна | Вагова категорія                 | Місце  |
| -------------------------------- | ------ | -------------------------------- | ------ |
| Чемпіонат Європи з боротьби 1970 | НДР    | греко-римська боротьба, до 68 кг | Золото |
| Чемпіонат Європи з боротьби 1973 | НДР    | греко-римська боротьба, до 74 кг | Бронза |
| Чемпіонат Європи з боротьби 1975 | НДР    | греко-римська боротьба, до 74 кг | Срібло |
| Чемпіонат Європи з боротьби 1977 | НДР    | греко-римська боротьба, до 74 кг | Срібло |

### Виступи на інших змаганнях
| Змагання                           | Збірна | Вагова категорія                 | Місце  |
| ---------------------------------- | ------ | -------------------------------- | ------ |
| Гран-прі Німеччини з боротьби 1974 | НДР    | греко-римська боротьба, до 74 кг | Золото |